# Буркат, Евгений Валерьевич
Евгений Валерьевич Буркат (укр. Євген Валерійович Буркат; род. 7 октября 1961, Чернобыль) — украинский дипломат. Чрезвычайный и Полномочный Посол Украины в ЮАР (2014—2017). Чрезвычайный и Полномочный Посланник первого класса, государственный служащий 4-го ранга (2008).

## Биография
Родился 7 октября 1961 года в Чернобыле.
В 1983 году окончил факультет кибернетики Киевского государственного университета имени Тараса Шевченко (экономист-математик).
С августа 1983 по январь 1988 года — инженер, младший научный сотрудник Института кибернетики Академии наук Украины.
С января 1988 по май 1991 года — научный сотрудник отдела научной информации Академии наук Украины.
С мая 1991 по январь 1993 года — научный сотрудник Украинского языково-информационного фонда НАНУ.
С января 1993 по март 1996 года — советник-помощник Министра, заместитель начальника управления Министерства внешнеэкономических связей и торговли Украины.
С марта 1996 по август 1999 года — главный эксперт торгово-экономической миссии Посольства Украины в США.
С августа 1999 по январь 2001 года — начальник управления торгово-экономических связей со странами Америки, заместитель руководителя департамента международного торгово-экономического сотрудничества — начальник управления торгово-экономических связей со странами Европы, США и Канадой Министерства внешних экономических связей и торговли Украины. Советник Министра экономики по вопросам международной торговой политики, директор Центра торговой политики и права, член Межведомственной комиссии по вопросам вступления Украины в ВТО.
С января 2001 по июнь 2003 года — директор центра торговой политики и права, внештатный советник Министра экономики Украины.
В июне—августе 2003 года — заместитель руководителя торгово-экономической миссии Посольства Украины в США.
С 28 августа 2003 по 20 июня 2007 года — руководитель торгово-экономической миссии Посольства Украины в США.
С июня 2007 по май 2010 года — заведующий отделом МИД Украины.
С мая 2010 по 20 августа 2014 года — 1-й заместитель руководителя Главного управления международных отношений администрации президента Украины.
С 20 августа 2014 по 13 июня 2017 года — Чрезвычайный и Полномочный Посол Украины в ЮАР.
Награждён орденом «За заслуги» III степени (2008).
Женат, имеет двух сыновей.